# エリート・タワーズ
エリート・タワーズ(Elite Towers)は、アラブ首長国連邦・ドバイに建設中のドバイランドの中のシティ・オブ・アラビア地区に建設中の超高層ビル群の名称。

## 概要
計画ではエリート・タワーズには、290mのビルを最高に、30階建てから60階建ての超高層ビルが34棟、建設される。2008年に建設が始まった。一部のビル群の設計は2004年にドバイに進出した香港の設計事務所・「パーマー＆ターナー」(P&T)社が手がけている。
既に着工されたビル：
- I&Mタワー: 290m、46階建て
- G-タワー: 280m、45階建て
- メトロタワー: 250m、45階建て